# Клайв Фос
Клайв Фос (на английски: Clive Foss) е американски историк, преподавател и писател на произведения в жанра исторически роман и изследвания в областта на историята.

## Биография и творчество
Клайв Фос, с рожд. име Клайв Франк Уилсън, е роден на 30 август 1939 г. в Лондон, Англия, в семейството на Виктор Алберт Уилсън и Джейн Франсоаз Бъртън. Семейството му емигрира в САЩ през 1945 г. През 1948 г. сменя името си на Клайв Фос, а през 1980 г. става натурализиран гражданин на САЩ. Израства в Южна Калифорния.
През 1961 г. завършва Харвардския университет с бакалавърска степен с отличие по история, през 1965 г. получава магистърска степен, а през 1973 г. става доктор на науките.
От 1967 г. е преподавател в Университета на Масачузетс в Бостън, като в периода 1967 – 1969 г. е инструктор, 1969 – 1976 г. е доцент, а през 1976 – 1980 г. е професор. Преподава в Лион, Южна Африка и в Харвардския университет. После става професор по история в Джорджтаунския университет, където се специализира в областта на диктатурите и древните цивилизации.
Заедно с преподавателската си дейност пише исторически книги. Първата му книга „Byzantine and Turkish Sardis“ е публикувана през 1976 г. Сред най-известните му публикации са „Рим и Византия“, „Фидел Кастро“, „Хуан и Ева Перон“ и „Тираните“.
Клайв Фос живее със семейството си в Кеймбридж, Масачузетс.

## Произведения
- Byzantine and Turkish Sardis (1976)
- Rome And Byzantium (1977)
- Ephesus After Antiquity: A late antique, Byzantine and Turkish City (1980)
- Survey Of Medieval Castles Of Anatolia: I: Kütahya (1985)
- Roman Historical Coins (1989)
- The Fort at Dereagzi, and Other Material Remains in Its Vicinity: From Antiquity to the Middle Ages (1993)
- Cities, Fortresses, And Villages Of Byzantine Asia Minor (1996)
- Nicaea: A Byzantine Capital And Its Praises: With The Speeches Of Theodore Laskaris, In Praise Of The Great City Of Nicaea, And, Theodore Metochites, Nicene Oration (1996)
- Survey of Medieval Castles of Anatolia II (1996)
- Juan and Eva Peron (1999)
- Fidel Castro (2000)
- The Tyrants (2006)
Тираните: Най-жестоките владетели на всички времена: 2500 години абсолютна власт, изд.: ИК „Кръгозор“, София (2007), прев. Паулина Мичева
- Arab-Byzantine Coins: An Introduction, with a Catalogue of the Dumbarton Oaks Collection (2009)